# Prelatura territorial de Cancún-Chetumal

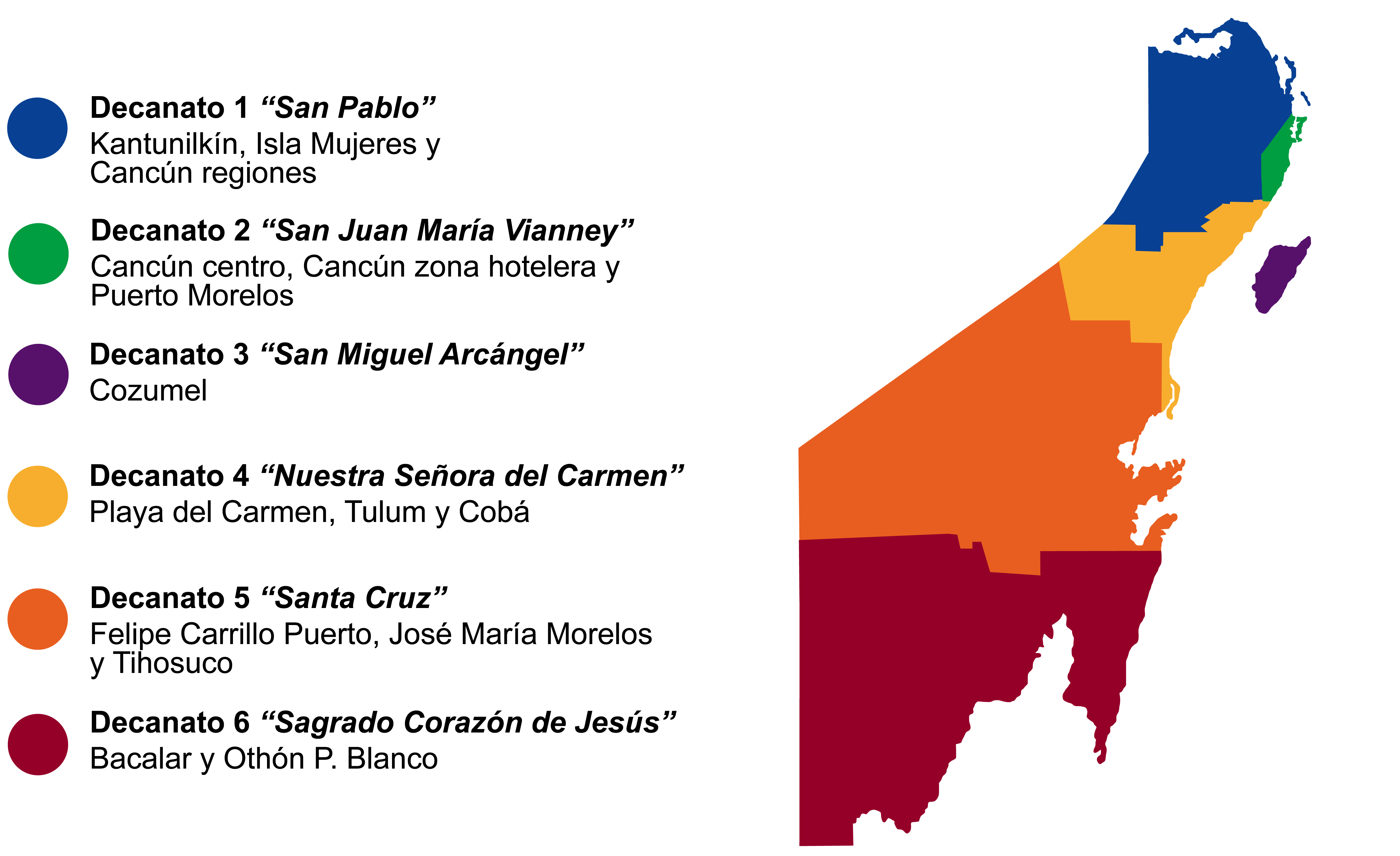

La Prelatura territorial de Cancún-Chetumal (castellà: Prelatura territorial de Cancún-Chetumal, llatí: Praelatura Territorialis Cancunensis-Chetumaliensis) és una seu de l'Església Catòlica a Mèxic, sufragània de l'arquebisbat de Yucatán, i que pertany a la regió eclesiàstica Sureste. L'any 2013 tenia 1.028.000 batejats sobre una població d'1.545.000 habitants. Actualment està regida pel bisbe Pedro Pablo Elizondo Cárdenas, L.C.

## Territori
La prelatura comprèn tot l'estat mexicà de Quintana Roo.
La seu prelatícia és la ciutat de Cancún, on es troba la catedral de la Santíssima Trinitat. A Chetumal es troba la cocatedral del Sagrat Cor de Jesús
El territori s'estén sobre 52.701  km², i està dividit en 55 parròquies.

## Història
La prelatura territorial de Chetumal va ser erigida el 23 de maig de 1970, mitjançant la butlla Qui ad Beati Pauli del Papa Pau VI, prenent el territori del bisbat de Campeche i de l'arquebisbat de Yucatán.
El 20 de desembre de 1996, en virtut del decret Nupera urbs de la Congregació per als Bisbes, la seu prelatícia va ser traslladada de Chetumal a Cancún, i la prelatura assumí el nom actual.

## Cronologia episcopal
- Jorge Bernal Vargas, L.C. (7 de desembre de 1973 - 26 d'octubre de 2004 jubilat)
- Pedro Pablo Elizondo Cárdenas, L.C., des del 26 d'octubre de 2004

## Estadístiques
A finals del 2013, la diòcesi tenia 1.028.000 batejats sobre una població d'1.545.000 persones, equivalent al 66,5% del total.
| any  | població  | població  | població | sacerdots | sacerdots       | sacerdots       | sacerdots             | diaques | religiosos | religiosos | parròquies |
| ---- | --------- | --------- | -------- | --------- | --------------- | --------------- | --------------------- | ------- | ---------- | ---------- | ---------- |
| any  | batejats  | total     | %        | total     | clergat secular | clergat regular | batejats por sacerdot | diaques | homes      | dones      |            |
| 1969 | 77.179    | 84.000    | 91,9     | 13        | 9               | 4               | 5.936                 |         |            | 16         | 5          |
| 1976 | 180.000   | 150.000   | 120,0    | 16        | 2               | 14              | 11.250                |         | 15         | 31         | 13         |
| 1980 | 221.900   | 254.900   | 87,1     | 16        | 2               | 14              | 13.868                |         | 15         | 51         | 14         |
| 1990 | 276.000   | 312.000   | 88,5     | 24        | 2               | 22              | 11.500                |         | 22         | 51         | 20         |
| 1999 | 755.000   | 950.000   | 79,5     | 42        | 4               | 38              | 17.976                | 2       | 44         | 77         | 26         |
| 2000 | 800.000   | 1.000.000 | 80,0     | 44        | 4               | 40              | 18.181                | 2       | 49         | 84         | 32         |
| 2001 | 820.000   | 1.050.000 | 78,1     | 48        | 5               | 43              | 17.083                | 2       | 71         | 89         | 35         |
| 2002 | 890.000   | 1.100.000 | 80,9     | 46        | 4               | 42              | 19.347                | 2       | 48         | 92         | 34         |
| 2003 | 900.000   | 1.150.000 | 78,3     | 52        | 4               | 48              | 17.307                | 3       | 52         | 92         | 34         |
| 2004 | 950.000   | 1.200.000 | 79,2     | 53        | 6               | 47              | 17.924                | 3       | 56         | 92         | 35         |
| 2013 | 1.028.000 | 1.545.000 | 66,5     | 107       | 19              | 88              | 9.607                 | 19      | 94         | 129        | 55         |